# Louis Bréhier
Louis René Bréhier (n. 5 august 1868, Brest, Franța – d. 13 octombrie 1951, Reims, Franța) a fost un istoric francez, specializat în studiile bizantine.
A fost fratele filosofului Emile Bréhier (1876–1952).

## Biografie
Fost elev al Liceului din Cahors, apoi, a studiat istoria și literatura, fiind student al lui Charles Diehl. După absolvire, a fost profesor la Reims, iar în 1899, a obținut doctoratul susținând disertația Le Schisme oriental du 11e siècle (în română Schisma Orientală din Secolul al 11-lea).
În perioada dintre 1899 și 1938, Louis Bréhier a fost profesor de istorie antică și medievală la Universitatea din Clermont-Ferrand. A fost membru al Institutului. De asemenea, a fost membru al Académie des Inscriptions et Belles-Lettres. A fost Ofițer al Legiunii de Onoare.
Cea mai cunoscută operă a lui Louis Bréhier a fost triologia Le Monde byzantin (în română: Lumea Bizantină). Specialist în iconografia bizantină, a publicat în 1924 influentul tratat intitulat L'Art byzantin (în română Arta Bizantină).

## Opere
- De Græcorum judiciorum origine (1899)
- Le Schisme oriental du 11e siècle, 1899
- La Querelle des images, 1904
- L'Église et l'Orient au Moyen Âge : les croisades.
- Le travail historique (1908)
- L'Auvergne (1912)
- La Cathédrale de Reims. Une œuvre francaise, Paris, 1916
- L'art chrétien, son développement iconographique des origines à nos jours, 1918
- Les églises romanes
- L'homme dans la sculpture romane
- Études archéologiques : Le sarcophage des Carmes-Déchaux ; Les anciens inventaires de la cathédrale: La Bible historiée de Clermont
- Les survivances du rite impérial romain: à propos des rites shintoïstes (1920)
- L'Art byzantin, Paris, 1924
- (editor și traducător) Histoire anonyme de la première croisade, éditée et traduite par Louis Bréhier, Paris, 1924
- L'Art en France des invasions barbares à l'époque romane (1930)
- Le Monde byzantin, Paris, 1947-1950 (3 volume)
- ----Volume 1: Vie et mort de Byzance
- ----Volume 2: Les Institutions de l'Empire byzantin
- ----Volume 3: La civilisation byzantine